# Persone di cognome Simpson
| Questa pagina contiene informazioni ricavate automaticamente dalle voci biografiche con l'ausilio del template Bio e di un bot. L'aggiornamento è periodico e automatico e ricostruisce completamente la pagina. Se manca una persona in questa lista, sei pregato di non aggiungerla, ma accertati piuttosto che la sua voce biografica contenga il template Bio e che i dati anagrafici siano correttamente compilati. Se il template Bio manca, inseriscilo tu stesso o, in alternativa, metti l'avviso {{tmp\|Bio}} che ne segnala la mancanza. Se i dati riportati sono sbagliati, correggi direttamente la voce biografica; le modifiche saranno visibili in questa lista entro pochi giorni. Per chiarimenti vedi il progetto antroponimi. La lista contiene solo le 94 persone che sono citate nell'enciclopedia e per le quali è stato implementato correttamente il template Bio. Pagina aggiornata al 7 ago 2025. |

Questa è una lista di persone presenti nell'enciclopedia che hanno il cognome Simpson, suddivise per attività principale.

## Allenatori di calcio(4)
- Billy Simpson, allenatore di calcio e calciatore scozzese (Edimburgo, n. 1945 - † 2009)
- Pascal Simpson, allenatore di calcio e ex calciatore togolese (Lomé, n. 1971)
- Paul Simpson, allenatore di calcio e ex calciatore inglese (Carlisle, n. 1966)
- Robbie Simpson, allenatore di calcio e ex calciatore inglese (Poole, n. 1985)

## Alpinisti(1)
- Joe Simpson, alpinista e scrittore britannico (Kuala Lumpur, n. 1960)

## Architetti(1)
- Ian Simpson, architetto britannico (Heywood, n. 1955)

## Attori(7)
- Alisdair Simpson, attore britannico (n. 1969)
- Andrew Simpson, attore britannico (Derry, n. 1989)
- Brock Simpson, attore canadese (Montréal, n. 1968)
- Casey Simpson, attore statunitense (Los Angeles, n. 2004)
- Jimmi Simpson, attore statunitense (Hackettstown, n. 1975)
- Mickey Simpson, attore statunitense (Rochester, n. 1913 - Northridge, † 1985)
- Russell Simpson, attore statunitense (Danville, n. 1877 - Los Angeles, † 1959)

## Attrici(1)
- Carol Marsh, attrice britannica (Preston, n. 1926 - Londra, † 2010)

## Batteristi(1)
- Jim Simpson, batterista britannico (Londra, n. 1954)

## Calciatori(14)
- Billy Simpson, calciatore nordirlandese (Belfast, n. 1929 - Glasgow, † 2017)
- Danny Simpson, ex calciatore inglese (Salford, n. 1987)
- Fitzroy Simpson, ex calciatore giamaicano (Bradford on Avon, n. 1970)
- Jack Simpson, calciatore inglese (Weymouth, n. 1996)
- Jay Simpson, ex calciatore inglese (Enfield, n. 1988)
- Jock Simpson, calciatore inglese (Pendleton, n. 1885 - Falkirk, † 1959)
- John Simpson, calciatore inglese (Hedon, n. 1918 - Market Weighton, † 2000)
- Josh Simpson, ex calciatore canadese (Burnaby, n. 1983)
- Neil Simpson, ex calciatore scozzese (Londra, n. 1961)
- Orane Simpson, calciatore giamaicano (Kingston, n. 1983 - Kingston, † 2009)
- Peter Simpson, ex calciatore inglese (Gorleston, n. 1945)
- Razak Simpson, calciatore ghanese (Mampong, n. 1998)
- Ron Simpson, calciatore inglese (Carlisle, n. 1934 - Carlisle, † 2010)
- Ronnie Simpson, calciatore scozzese (Glasgow, n. 1930 - Edimburgo, † 2004)

## Cantanti(3)
- Cody Simpson, cantante australiano (Gold Coast, n. 1997)
- Jessica Simpson, cantante e attrice statunitense (Abilene, n. 1980)
- Ray Simpson, cantante e attore statunitense (New York, n. 1954)

## Cantautori(2)
- Charlie Simpson, cantautore e polistrumentista britannico (Woodbridge, n. 1985)
- Sturgill Simpson, cantautore e attore statunitense (Jackson, n. 1978)

## Cantautrici(2)
- India.Arie, cantautrice, musicista e polistrumentista statunitense (Denver, n. 1975)
- Koffee, cantautrice, disc jockey e chitarrista giamaicana (Spanish Town, n. 2000)

## Cavalieri(1)
- Will Simpson, cavaliere statunitense (Springfield, n. 1959)

## Cestiste(1)
- Eilidh Simpson, cestista australiana (Mount Waverly, n. 1992)

## Cestisti(7)
- Kenny Simpson, ex cestista statunitense (Shreveport, n. 1960)
- Diamon Simpson, ex cestista e allenatore di pallacanestro statunitense (Hayward, n. 1987)
- Mark Simpson, ex cestista statunitense (Fort Wayne, n. 1961)
- Ralph Simpson, ex cestista statunitense (Detroit, n. 1949)
- Trevis Simpson, cestista statunitense (Douglas, n. 1991)
- Vincent Simpson, ex cestista statunitense (Filadelfia, n. 1988)
- Zavier Simpson, cestista statunitense (Lima, n. 1997)

## Ciclisti su strada(1)
- Tom Simpson, ciclista su strada e pistard britannico (Haswell, n. 1937 - Mont Ventoux, † 1967)

## Drammaturghi(1)
- Norman Frederick Simpson, drammaturgo britannico (Londra, n. 1919 - † 2011)

## Esploratori(1)
- George Simpson, esploratore scozzese (Ross, n. 1792 - Lachine, † 1860)

## Generali(2)
- James Simpson, generale britannico (n. 1792 - † 1868)
- William Hood Simpson, generale statunitense (Weatherford, n. 1888 - San Antonio, † 1980)

## Giocatori di football americano(7)
- Bobby Simpson, giocatore di football americano, cestista e dirigente sportivo canadese (Windsor, n. 1930 - Ottawa, † 2007)
- Jaylin Simpson, giocatore di football americano statunitense (Brunswick, n. 2000)
- Jerome Simpson, ex giocatore di football americano statunitense (Reidsville, n. 1986)
- John Simpson, giocatore di football americano statunitense (n. 1997)
- Keith Simpson, ex giocatore di football americano statunitense (Memphis, n. 1956)
- O. J. Simpson, giocatore di football americano e attore statunitense (San Francisco, n. 1947 - Las Vegas, † 2024)
- Trenton Simpson, giocatore di football americano statunitense (Charlotte, n. 2001)

## Giocatori di snooker(1)
- Warren Simpson, giocatore di snooker australiano (Toowoon Bay, † 1980)

## Giornalisti(1)
- Jeffrey Simpson, giornalista canadese (New York, n. 1949)

## Golfisti(2)
- Scott Simpson, golfista statunitense (San Diego, n. 1955)
- Webb Simpson, golfista statunitense (Raleigh, n. 1985)

## Hockeisti su ghiaccio(1)
- Hack Simpson, hockeista su ghiaccio canadese (Winnipeg, n. 1910 - Montréal, † 1978)

## Illusionisti(1)
- Tony Corinda, illusionista britannico (Londra, n. 1930 - Norfolk, † 2010)

## Matematici(1)
- Thomas Simpson, matematico britannico (Market Bosworth, n. 1710 - Market Bosworth, † 1761)

## Medici(1)
- James Young Simpson, medico britannico (Bathgate, n. 1811 - Edimburgo, † 1870)

## Meteorologi(1)
- George Simpson, meteorologo e esploratore britannico (Derby, n. 1878 - † 1965)

## Militari(1)
- George Goodman Simpson, militare e aviatore britannico (Saint Kilda, n. 1896 - Horsham, † 1990)

## Multipliste(1)
- Margaret Simpson, multiplista e giavellottista ghanese (Krapa, n. 1981)

## Musicisti(1)
- Christopher Simpson, musicista e compositore inglese († 1669)

## Paleontologi(1)
- George Gaylord Simpson, paleontologo statunitense (Chicago, n. 1902 - Tucson, † 1984)

## Piloti automobilistici(1)
- Kyffin Simpson, pilota automobilistico barbadiano (Bridgetown, n. 2004)

## Pittori(2)
- John Simpson, pittore britannico (Londra, n. 1782 - † 1847)
- William Simpson, pittore scozzese (Glasgow, n. 1823 - † 1899)

## Politiche(1)
- Linda Smith, politica statunitense (La Junta, n. 1950)

## Politici(3)
- Alan K. Simpson, politico statunitense (Denver, n. 1931 - Cody, † 2025)
- Brian Simpson, politico britannico (Leigh, n. 1953)
- Mike Simpson, politico statunitense (Burley, n. 1950)

## Produttori cinematografici(1)
- Don Simpson, produttore cinematografico statunitense (Seattle, n. 1943 - Los Angeles, † 1996)

## Produttori discografici(1)
- A Guy Called Gerald, produttore discografico e disc jockey inglese (Moss Side, n. 1967)

## Rapper(2)
- Kevin Abstract, rapper statunitense (Corpus Christi, n. 1996)
- Chubb Rock, rapper statunitense (Kingston, n. 1968)

## Rugbisti a 15(1)
- Joe Simpson, rugbista a 15 inglese (Sydney, n. 1988)

## Scrittrici(2)
- Helen Simpson, scrittrice britannica (Bristol, n. 1959)
- Mona Simpson, scrittrice, saggista e anglista statunitense (Green Bay, n. 1957)

## Socialite(1)
- Wallis Simpson, socialite statunitense (Blue Ridge Summit, n. 1896 - Bois de Boulogne, † 1986)

## Tenniste(1)
- Rene Simpson, tennista canadese (Sarnia, n. 1966 - Chicago, † 2013)

## Tennisti(2)
- Jeff Simpson, ex tennista neozelandese (Hamilton, n. 1950)
- Russell Simpson, ex tennista neozelandese (Auckland, n. 1954)

## Velisti(1)
- Andrew Simpson, velista britannico (Chertsey, n. 1976 - San Francisco, † 2013)

## Velociste(2)
- Janet Simpson, velocista britannica (n. 1944 - † 2010)
- Sherone Simpson, velocista giamaicana (Manchester, n. 1984)

## Velocisti(2)
- Brandon Simpson, ex velocista giamaicano (n. 1981)
- George Simpson, velocista statunitense (Columbus, n. 1908 - Columbus, † 1961)

## Wrestler(1)
- Nikita Koloff, ex wrestler statunitense (Minneapolis, n. 1959)